# Lethrinus variegatus
Lethrinus variegatus és una espècie de peix pertanyent a la família dels letrínids.

## Descripció
- Pot arribar a fer 20 cm de llargària màxima.
- 10 espines i 9 radis tous a l'aleta dorsal i 3 espines i 8 radis tous a l'anal.
- El cos és marró i gris (més clar a la zona ventral), amb taques fosques irregulars i disperses.
- Presenta sovint dues bandes fosques a sota de l'ull.
- Les aletes són generalment translúcides. L'aleta caudal té franges clares i fosques.[5][6]

## Reproducció
És hermafrodita.

## Alimentació
Menja petits invertebrats bentònics.

## Hàbitat
És un peix marí, associat als esculls i de clima tropical (30°N-25°S) que viu fins als 150 m de fondària.

## Distribució geogràfica
Es troba des del mar Roig i l'Àfrica oriental fins a les illes Ryukyu, Nova Caledònia i Tonga.

## Longevitat
La seua esperança de vida és de 15 anys.

## Observacions
És inofensiu per als humans i la carn dels exemplars més grossos és ben apreciada com a aliment.